# Gunnar Lihr
Gunnar Lihr, född 26 juli 1897 i Helsingfors, död 1 december 1937 i Fjäturen, Sollentuna, Sverige, var en finländsk flygkapten, den första piloten vid Aero. Han var pilot på flygplanet som deltog tillsammans med Birger Schyberg i räddningsoperationerna efter Umberto Nobiles haveri på Spetsbergen år 1928. Han omkom i en flygolycka i Sverige.
Lihr var gift med barnläkaren Zaida Eriksson-Lihr.